# Равный — равному
«Ра́вный — ра́вному» (также называется «peer-to-peer education») — метод обучения, при котором источником знаний для ученика служит не профессиональный учитель, а такой же ученик, уже обучившийся предмету. Такое обучение, как правило, применяется для небольших объёмов знаний и происходит индивидуально, а не в группе.
Применяется благотворительными организациями для обучения целевой аудитории на месте их работы или проживания. Например, это обязательная часть аутрич-работы. Принцип «Равный — Равному» также используют в своей деятельности молодёжные и волонтерские движения и организации.
Кроме того, может служить дополнением к обычному формальному обучению. Характерный пример — ученик помогает своему однокласснику, который пропустил тему по болезни.
Зачастую знаниям, полученным от «своего», равного по статусу, человек доверяет больше, чем формальным знаниям. А энтузиазм «учителя» передается ученику и мотивирует его использовать эти знания.
Кроме того, метод равный-равному позволяет доставлять знания и навыки в глубоко стигматизированные группы населения (национальные меньшинства, секс-работники, люди, употребляющие наркотики, нищие, мигранты из других стран, ЛГБТ). Такие группы часто боятся пользоваться официальными источниками информации (врачи, чиновники), и могут не получать важных навыков.

## Преимущества
- Устраняет барьер между учителем и учеником, делает обучение неформальным;
- Часто позволяет ученику и «учителю» лучше понимать потребности и мотивацию друг друга;
- Дает возможность задавать «нескромные» вопросы и выяснять тонкие подробности, а значит, глубоко интегрировать знания или навыки в личность ученика, сделать их очень практичными.
- Позволяет передавать личный опыт, не формализованный в виде курса обучения, а «от себя»;
- Мотивация обучающего может передаваться ученику, энтузиазм, с которым обучающий делится опытом, делает знания эмоциональными и запоминающимися.

## Недостатки
- Непрофессиональный учитель может недостаточно хорошо знать предмет, или знать его однобоко, в результате чего обучение может быть некачественным;
- При данном обучении, дипломов и аттестатов не выдается, оценок не ставится, а качество обучения остается целиком на совести обучающегося.